# Kiril Pozdniakov
Kiril Pozdniakov (en ruso: Кирилл Поздняков; 20 de enero de 1989 (Ounetcha, Rusia)) es un ciclista ruso nacionalizado azerí que fue profesional entre 2013 y junio de 2019.
El 23 de agosto de 2017, la UCI anunció la sanción por dopaje durante 8 meses por un positivo en la Vuelta a Marruecos siéndole retiradas todas sus victorias durante ese año.

## Palmarés
2013
- 1 etapa del Tour de Taiwán
- 1 etapa del An Post Rás
- 1 etapa del Jelajah Malaysia
- Tour de China I, más 1 etapa

2016
- 1 etapa del Tour de Sibiu
- Tour de Szeklerland, más 2 etapas

2018
- Gran Premio de Alanya
- 1 etapa del Tour de Mersin
- 1 etapa de los Cinco Anillos de Moscú
- Campeonato de Azerbaiyán en Ruta